# The Missing Million (1942)
The Missing Million (übersetzt „Die verschwundene Million“) ist ein britischer Kriminalfilm von Phil Brendan aus dem Jahr 1942. Das Drehbuch stammt von James Seymour und baut auf dem gleichnamigen Roman von Edgar Wallace auf (dt. „Die verschwundene Million“). In Deutschland wurde der Film nicht gezeigt.

## Handlung
Inspector Dicker, Inspektor bei Scotland Yard, wird von seiner Bekannten Joan Walton beauftragt, nach ihrem verschwundenen Bruder Rex Walton zu suchen. Der junge Millionär verschwand am Vorabend seiner Hochzeit mit Dora Coleman. Dicker ermittelt, dass Coleman Mitglied der berüchtigten Panda-Banda ist und dass Walton diese um eine Million Pfund betrogen hatte, bevor er verschwand. Nach und nach werden hochrangige Mitglieder der Bande ermordet aufgefunden und Coleman erzählt Inspector Dicker. Sie wird von dem Chef der Bande, dem „Panda“, entführt. Die Polizei kann mit der Hilfe von Joan Walton das Versteck der Pandas ausfindig machen und Coleman befreien. Rex Walton gesteht, dass er durch den Diebstahl der Million die Bande aus der Reserve locken und so seine Frau aus dieser lösen wollte. Der „Panda“ wird gestellt und getötet, Rex Walton und Dora Coleman werden glücklich verheiratet.

## Kritiken
Joachim Kramp und Jürgen Wehnert zitieren in ihrem Das Edgar Wallace Lexikon von 2004 eine Kritik des Monthly Film Bulletin von 1972 zum Film. Das Magazin schrieb, dass „obwohl die vielen Überraschungsmomente und Wendungen der Geschichte gekonnt in Szene gesetzt sind“, dem Film „das Temperament und die Raffinesse eines wirklich erstklassigen Thrillers“ fehlen. Es lobt die schauspielerische Leistung von Linden Travers und John Stuart als „natürlich-ungezwungen“, Patricia Hilliard und Ivan Brandt würden dagegen „ein wenig melodramatisch“ wirken.

## Belege
1. ↑  
„Missing Million, The.“ In: Joachim Kramp, Jürgen Wehnert: Das Edgar Wallace Lexikon. Leben, Werk, Filme. Es ist unmöglich, von Edgar Wallace nicht gefesselt zu sein! Verlag Schwarzkopf & Schwarzkopf, Berlin 2004; S. 434–436. ISBN 3-89602-508-2.
2. ↑  
Kritik vom Monthly Film Bulletin 1972, zitiert nach „Missing Million, The.“ In: Joachim Kramp, Jürgen Wehnert: Das Edgar Wallace Lexikon. Leben, Werk, Filme. Es ist unmöglich, von Edgar Wallace nicht gefesselt zu sein! Verlag Schwarzkopf & Schwarzkopf, Berlin 2004; S. 434–436. ISBN 3-89602-508-2.